# Gemeentelijke herindelingsverkiezingen in Nederland 1967
Gemeentelijke herindelingsverkiezingen in Nederland 1967 geeft informatie over tussentijdse verkiezingen voor een gemeenteraad in Nederland die gehouden werden in 1967.
De verkiezingen werden gehouden in negen gemeenten die betrokken waren bij een herindelingsoperatie.

## Verkiezingen op 28 juni 1967
- de gemeenten Genemuiden, Hasselt, Heino, IJsselmuiden, Zwolle en Zwollerkerspel: opheffing van Zwollerkerspel en verdeling van het grondgebied over Genemuiden, Hasselt, Heino, IJsselmuiden en Zwolle.[2]

Door deze herindeling daalde het aantal gemeenten in Nederland per 1 augustus 1967 van 942 naar 941.

## Verkiezingen op 1 december 1967
- de gemeenten Helmond, Mierlo en Stiphout: opheffing van Stiphout en toevoeging van het grondgebied aan Helmond, alsmede een grenswijziging tussen Helmond en Mierlo.[3]

Door deze herindeling daalde het aantal gemeenten in Nederland per 1 januari 1968 van 941 naar 940.